# Leudelange-Barrière-Merl
Leudelange-Barrière-Merl (lb. Leideleng-Barrière-Märel) – mała miejscowość (lieu-dit) w południowym Luksemburgu, w kantonie Esch-sur-Alzette, w gminie Leudelange. Do 3 października 2015 miejscowość leżała w dystrykcie Luksemburg.